# Шимчук Роксоляна Валеріївна
Шимчу́к Роксоля́на Валеріївна (4 жовтня 1971, Львів) — дизайнерка жіночих та чоловічих прикрас, етнограф, галерист, громадський діяч, колекціонер стародавнього українського одягу зі всієї України.

## Життєпис
Народилася в українській родині залізничника та учительки. Також створює прекрасні та неповторні намиста.
Вищу освіту в 1988—1992 роках здобувала в Національному університеті «Львівська Політехніка». Спеціальність — автоматизовані системи обробки інформації та управління; класифікація — інженер-системотехнік.
1997 рік — університет Коннектикуту (США, місто Гартфорд). Диплом про закінчення курсів менеджменту для керівників приватних підприємств.

## Захоплення
- Колекціонування стародавнього українського одягу та аксесуарів
- Вивчення давніх українських традицій
- Гірськолижний швидкісний спуск
- Банджі-джампінг
- Подорожі
- Концерти сучасних українських співаків

## Нагороди
- 2012 рік - фестиваль "Модна лялька 2012" (м.Київ) - І-ше місце у номінації "Сучасна українська текстильна лялька".
- 2014 рік - Подяка ГО "Розвиток громади" за участь у благодійному аукціоні "Заради життя".
- 2014 рік – міжнародний фестиваль ляльок при Тернопільському музеї національної іграшки - 3-тє місце у номінації «Авторська іграшка»:
- 2015 рік - диплом за внесок у благодійну діяльність від ГО та БФ "Розвиток громади".
- 2015 рік - грамота від ЛОДА з нагоди відзначення 25 річниці проведення Студентської революції на граніті.
- 2016 рік – подяка від Львівського міського центру соціальних служб для сім'ї, дітей та молоді.
- 2017 рік - подяка міського голови Львова за багатогранний талант, яскравий мистецький хист, майстерність у виконанні робіт, повагу до традицій
- 2018 рік – подяка від Фундації Духовного відродження за організацію благодійного фестивалю "Святкуймо Воскресіння разом"
- 2018 рік - Подяка до Дня міста Львова від Львівської міської ради
- 2018 рік - подяка від ГО та БФ "Розвиток громади" за особливий внесок у благодійну діяльність
- 2018 рік - ЛОДА, премія імені Анатоля Вахнянина в галузі культури, літератури, мистецтва, журналістики та архітектури.
- 2018 рік - журнал "Вооm plus TV",  Диплом "Жінка- берегиня 2018 року".
- 2018 рік - диплом від БФ Святого Августина та РК Київ-Софія в номінації "Мегамами міста Лева та їх діти"
- 2018 рік - подяка від ЛНУ імені. Ів. Франка за допомогу у зборі коштів для облаштування студентських гуртожитків
- 2019 рік - диплом «ТОП-100» від клубу успішних жінок "Жінки Львівщини» в номінації «Національний рейтинг 2019"
- 2019 рік - орден княгині Ольги III ступеня - за вагомий особистий внесок у розбудову української державності, плідну громадську діяльність, багаторічну сумлінну працю та з нагоди 30-річчя від дня заснування громадської спілки «Студентське Братство м.Львова»
- 2018 рік - подяка від ЛНУ імені. Ів. Франка за допомогу у зборі коштів для облаштування студентських гуртожитків
- 2019 рік - диплом «ТОП-100» від клубу успішних жінок "Жінки Львівщини» в номінації «Національний рейтинг 2019"
- 2019 рік - орден княгині Ольги III ступеня - за вагомий особистий внесок у розбудову української державності, плідну громадську діяльність, багаторічну сумлінну працю та з нагоди 30-річчя від дня заснування громадської спілки «Студентське Братство м.Львова»
- 2021 рік - медаль "За служіння мистецтву" з нагоди 25-ї річниці Львівського палацу мистецтв.
- 2022 рік - подяка від командування 62 окремого батальйону територіальної оборони "за благодійність, ініціативу, активну громадську діяльність та забезпечення підрозділу матеріально-технічними засобами для якісного виконання бойових завдань на війні з російськими загарбниками."
- 2022 рік - пам'ятна медаль "За волонтерську діяльність"
- 2023 - подяка від в/ч А3211 335-го навчального механізованого прлку за сприяння та співпрацю в надання допомоги Українській армії, активну громадську позицію у боротьбі за незалежність України та за допомогу у справі захисту Української держави
- 2024 - особлива відзнака бригади Національної гвардії України "АЗОВ" за пісилення боєздатності підрозділу, згуртованість на шляху до виборювання незалежності України та відданість Батьківщині та нації.
- 2024 рік - пам'ятна медаль (коен) за допомогу 48-ій Окремій Штурмовий Бригаді імені Номана Челебіджіхана
- 2024 рік - подяка 48-ї Окремої Штурмової Бригади імені Номана Челебіджіхана волонтерській спільноті "Наше КОЛО", очолюваній Роксоляною Шимчук,  за допомогу під час боротьби за незалежність, суверенітет та територіальну цілісність України
- 2024 рік  - орден "Патріот України" - почесна відзнака 48-ї Окремої Штурмової бригади імені Номана Челебіджіхан
- 2024 рік - подяка від  Тернопільської військової адміністрації за вагомий внесок у популяризацію елемента нематеріальної спадщини "Борщівська народна вишиванка", дослідницьку та просвітницьку роботу із збереження культурного надбання Тернопільщини.
- 2025 рік - подяка від Військового Ліцею Національної Академії Сухопутних Військ імені гетьмана Петра Сагайдачного за активну громадську позицію, проявлену волонтерську ініціативу та підтримку Військового ліцею.ліцею.
- 2025 рік - подяка Роксоляні Шимчук від Третього Інтернаціонального Легіону оборони України за рішучу громадянську позицію та значний особистий внесок у справу боротьби за суверенітет та незалежність України
- 2025 рік - подяка від командира 3 батальйону оперативного призначення "Свобода" За активну громадянську позицію,щире серце, патріотизм та сприяння обороноздатності батальйону "Свобода" 4-ї бригади оперативного призначення "Рубіж" Національної Гвардії України імені героя України Сергія Михальчука в ході повномасштабної війни російської федерації проти України.
- 2025 рік - медаль "За сприяння Збройним Силам України" за значний особистий вклад в організацію та надання всебічної допомоги особовому складу військових частин та підрозділів Збройних Сил України

## Творчий доробок.
- Роботи містяться у приватних колекціях на 5-ти континентах світу у таких країнах як США, Канада, Австралія, Німеччина, Велика Британія, Нідерланди, Швейцарія, Австрія, Франція, Німеччина, Чехія, Словенія, Польща, Росія, Україна.
- 2004 рік — виставка приватної колекції українських стародавніх строїв (м. Луцьк).
- 2011 рік — фестиваль «Етно-Лялька 2011» (м. Львів).
- 2012 рік — міжнародний фестиваль «Модна лялька 2012» (м. Київ).
- 2014 рік — міжнародний фестиваль ляльок при Тернопільському музеї національної іграшки, (м. Тернопіль).
- 2014 рік — виставка ляльок та прикрас у посольстві США (Київ, 2014).
- 2014 рік — виставка українських строїв та прикрас «Єдина Україна» (Тернопіль).
- 2015 рік — Етно-показ українських строїв в рамках фестивалю «Дні моди в Тернополі» (Тернопіль).
- 2015 рік — виставка українських строїв та прикрас (м. Дніпро).
- 2016 рік — представлення колекції прикрас у благочинному етно-показі дизайнера Оксани Караванської в рамках фестивалю «Альфа-Джаз» (Львів).
- 2016 рік — виставка прикрас у рамках «Днів культури України в Туреччині» (Стамбул).
- 2017 рік — представлення колекції прикрас у благочинному показі дизайнера Оксани Караванської в рамках фестивалю «Альфа-Джаз» (Львів).
- 2017 рік — виставка прикрас та показ колекції автентичних строїв у рамках «Днів культури України у Франції» (Страсбург).
- Постійна експозиція колекції стародавнього українського одягу та аксесуарів зі всієї України та виставка авторських прикрас у власній галереї.
- До заснування власного арт-простору експонувалася у приватних галереях м. Львова.
- Роботи Роксоляни Шимчук носять: Ада Роговцева, Ліна Костенко, Марина Порошенко, Катерина Ющенко, Ніна Матвієнко, Оксана Муха, Олег Скрипка, Іван Леньо, Оксана Білозір, Влада Литовченко, Оксана Караванська, посли України в багатьох країнах світу та інші відомі жінки зі сфери політики та культури.
- Дизайнерка створила образи для Олега Псюка і Тимофія Музичука - учасників «Kalush Orchestra» (гурту-переможця «Євробачення-2022»)[2].

## Громадська діяльність
- З 1988 року, завершуючи школу та вступивши до Львівської Політехніки, брала активну участь у національно-визвольному русі України.
- З того ж таки 1988 року була активним членом антирадянських студентських молодіжних організацій та акцій.
- З 1988 року (СРСР) — член громадської організацій «Товариства Лева».
- З 1989 року (СРСР) — одна з засновників громадсько-політичної організації «Студентське Братство».
- З 1989 року (СРСР) організатор та член українських етнографічних експедицій.
- 1989 рік (СРСР) — учасник акції громадської непокори, під час якої вперше у Львові було піднято синьо-жовтий прапор.
- 1989 рік (СРСР) — учасник Першого фестивалю української музики «Червона рута».
- 1990 рік (СРСР) — учасник Першого фестивалю альтернативної культури та нетрадиційних видів мистецтва «Вивих», приурочений до перших роковин створення громадсько-політичної організації «Студентське Братство».
- 1990 рік (СРСР) — учасник студентської «Революції на граніті» — кампанія широкомасштабних акцій ненасильницької громадянської непокори.
- 2004 рік — волонтер у широкомасштабній всеукраїнській акції «Революція гідності».
- 2014-2019 рік — постійний учасник у благочинних аукціонах України на підтримку АТО, неповносправних дітей та інших мистецьких та освітніх проектів.
- З 2014 року — активний учасник збору коштів на відбудову українського війська.
- Щорічна участь у доброчинних аукціонах Парижу, Лондону, Нью-Йорку, Мельбурну та Сіднею.

## Сімейний стан
Одружена. Чоловік — Шимчук Мар'ян Миколаєвич. Разом виховують трьох дітей: Ярему (2004 р.н.), Устима (2006 р.н.) та Соломію (2008 р.н).